# DDR-Oberliga 1964/65
In 1964/65 werd het zestiende seizoen van de DDR-Oberliga gespeeld, de hoogste klasse van de DDR. ASK Vorwärts Berlin werd kampioen. De competitie duurde van 9 augustus 1964 tot 6 juni 1965. Op geografisch vlak was de Oberliga voor het eerst sinds lang goed verspreid. Zes clubs kwamen uit het noorden en midden terwijl er nog maar acht uit het zuiden kwamen. Het district Neubrandenburg was voor het eerst vertegenwoordigd, het zou ook de laatste maal zijn. Het district Halle was dan weer voor de eerste keer sinds de start van de Oberliga niet vertegenwoordigd.

## Seizoensverloop
Nadat Vorwärts Berlin de vorige twee jaar geen titel kon behalen werd deze nu al twee speeldagen voor het einde binnen gehaald. Hierdoor stak de club Wismut Karl-Marx-Stadt voorbij dat hiervoor ook al drie titels had. Op de tweede en derde plaats volgden de kampioenen van de voorgaande twee seizoenen. Jena was de enige die zware concurrentie bood voor Vorwärts. SC Leipzig eindigde opnieuw achter stadsrivaal Chemie Leipzig.
De degradatiestrijd werd pas op de laatste speeldag beslecht. De verrassing van het voorgaande seizoen Motor Steinach was al veroordeeld, maar de andere degradatieplaats was nog niet toegekend. De beslissing zou vallen in het directe duel tussen Dynamo Dresden SC Neubrandenburg. Dynamo won thuis met 5:3 en wipte zo ook nog twee plaatsen omhoog in de rangschikking. Zowel Neubrandenburg als Steinach zouden er nooit meer in slagen te promoveren.
Tussen september en november werd de competitie bijna twee maanden stopgezet omdat er spelers geselecteerd waren voor de Olympische Spelen in Tokyo. Om dit te overbruggen speelden de veertien clubs met de overgebleven spelers de Olympia-Pokal.
Er kwamen 1.767.500 toeschouwers naar de 182 Oberligawedstrijden, wat neerkomt op 9.712 per wedstrijd.

### Eindstand
|     | Club                    | Wed | W  | G  | V  | Saldo | Ptn |
| --- | ----------------------- | --- | -- | -- | -- | ----- | --- |
| 1.  | ASK Vorwärts Berlin     | 26  | 17 | 3  | 6  | 51:24 | 37  |
| 2.  | SC Motor Jena           | 26  | 14 | 4  | 8  | 41:27 | 32  |
| 3.  | BSG Chemie Leipzig (K)  | 26  | 11 | 9  | 6  | 47:29 | 31  |
| 4.  | SC Leipzig              | 26  | 12 | 6  | 8  | 53:34 | 30  |
| 5.  | SC Empor Rostock        | 26  | 13 | 2  | 11 | 37:33 | 28  |
| 6.  | BSG Lokomotive Stendal  | 26  | 9  | 8  | 9  | 47:42 | 26  |
| 7.  | SC Aufbau Magdeburg (B) | 26  | 9  | 7  | 10 | 35:35 | 25  |
| 8.  | BSG Motor Zwickau       | 26  | 9  | 6  | 11 | 36:46 | 24  |
| 9.  | BSG Wismut Aue          | 26  | 6  | 12 | 8  | 23:36 | 24  |
| 10. | SG Dynamo Dresden (N)   | 26  | 9  | 5  | 12 | 34:38 | 23  |
| 11. | SC Karl-Marx-Stadt      | 26  | 8  | 7  | 11 | 36:41 | 23  |
| 12. | SC Dynamo Berlin        | 26  | 8  | 6  | 12 | 27:37 | 22  |
| 13. | SC Neubrandenburg (N)   | 26  | 7  | 6  | 13 | 34:58 | 20  |
| 14. | BSG Motor Steinach      | 26  | 8  | 3  | 15 | 28:49 | 19  |

| (K) | Titelverdediger |
| (B) | Bekerwinnaar vorig seizoen |
| (N) | Gepromoveerd |
| *   | Zwickau – Dynamo (oorspronkelijk 3:0) werd gewijzigd naar 0:0 en een zege voor Dynamo, omdat Zwickau de speler Eberhard Franz opstelde terwijl dit niet mocht. |

## Topschutters
Er vielen 529 goals wat neerkomt op 2,91 per wedstrijd. De hoogste zeges waren 6:0 voor Chemie Leipzig-SC Neubrandenburg en Chemie Leipzig-Motor Steinach. De wedstrijden met de meeste doelpunten waren Motor Steinach-Chemie Halle (6:2) en Turbine Erfurt-Vorwärts Berlin (4:4)
|    | Speler            | Club                   | Goals |
| -- | ----------------- | ---------------------- | ----- |
| 1. | Bernd Bauchspieß  | BSG Chemie Leipzig     | 14    |
| 2. | Henning Frenzel   | SC Leipzig             | 13    |
| 3. | Gerd Backhaus     | BSG Lokomotive Stendal | 12    |
| 3. | Rainer Trölitzsch | SC Leipzig             | 12    |
| 3. | Rolf Steinmann    | SC Karl-Marx-Stadt     | 12    |

## Voetballer van het jaar
Horst Weigang van SC Leipzig werd verkozen tot voetballer van het jaar. Dieter Erler van SC Karl-Marx-Stadt werd tweede en Manfred Walter van BSG Chemie Leipzig werd derde.

## Europese wedstrijden
Europacup I
| Ronde | Team #1             | Tot.  | Team #2             | 1ste wed | 2de wed |
| ----- | ------------------- | ----- | ------------------- | -------- | ------- |
| Q     | Drumcondra FC       | 1 - 3 | ASK Vorwärts Berlin | 1 - 0    | 0 - 3   |
| 1R    | ASK Vorwärts Berlin | 1 - 5 | Manchester United   | 0 - 2    | 1 - 3   |

Europacup II
| Ronde | Team #1            | Tot.   | Team #2         | 1ste wed | 2de wed |
| ----- | ------------------ | ------ | --------------- | -------- | ------- |
| 1R    | 1. FC Magdeburg    | 3 - 0  | Spora Luxemburg | 1 - 0    | 2 - 0   |
| 1/8   | 1. FC Magdeburg    | 10 - 3 | FC Sion         | 8 - 1    | 2 - 2   |
| 1/4   | West Ham United FC | 2 - 1  | 1. FC Magdeburg | 1 - 0    | 1 - 1   |

Jaarbeursstedenbeker
| Ronde | Team #1    | Tot.  | Team #2      | 1ste wed | 2de wed |
| ----- | ---------- | ----- | ------------ | -------- | ------- |
| 2R    | SC Leipzig | 1 - 2 | Leeds United | 1 - 2    | 0 - 0   |